# Ross Haenfler
Ross Haenfler (* 1974) ist ein US-amerikanischer Soziologe.

## Leben
Haenfler ist Associate Professor für Soziologie am Department of Sociology and Anthropology der University of Mississippi.

## Schriften (Auswahl)
- Goths, Gamers, & Grrrls. Deviance and Youth Subcultures. Oxford University Press, New York 2010, ISBN 978-0-19-539666-9. (2. Auflage 2012)
- Straight Edge. Hardcore Punk, Clean Living Youth, and Social Change. Rutgers University Press, New Brunswick 2007, ISBN 978-0-8135-3852-5.
- mit Ellis Jones, Brett Johnson: The Better World Handbook. Small Changes that Make a Big Difference. New Society Publishers, Gabriola 2007, ISBN 978-086571-575-2.
- Subcultures. The basics. Routledge, New York 2014, ISBN 978-0-415-53031-6.